# Bretagne (Territori de Belfort)
Bretagne és un municipi francès del departament del Territori de Belfort i de la regió de Borgonya - Franc Comtat. El 2006 tenia 228 habitants.

## Demografia
| 1962 | 1968 | 1975 | 1982 | 1990 | 1999 | 2006 |
| ---- | ---- | ---- | ---- | ---- | ---- | ---- |
| 139  | 133  | 161  | 171  | 202  | 191  | 228  |